# Саркисов, Акоп Абрамович
Акоп Абрамович Саркисов — советский хозяйственный, государственный и политический деятель.

## Биография
Родился в 1907 году. Член КПСС.
С 1935 года — на хозяйственной, общественной и политической работе. В 1935—1971 гг. — заместитель заведующего Отделом руководящих партийных органов ЦК Компартии Узбекистана, начальник строительства Камской ГЭС, начальник строительства каскадов Чирчикской ГЭС, начальник строительства Фархадской ГЭС, заместитель заведующего отделом ЦК КП Узбекистана, начальник «Главсредазирсовхозстрой» Министерства мелиорации и водного хозяйства Узбекской ССР
Избирался депутатом Верховного Совета Узбекской ССР.
Умер в Ташкенте в 1971 году, похоронен на Чигатайском кладбище.